# Elecciones al Parlamento Andino de Ecuador de 2025
La elección de parlamentarios andinos de Ecuador de 2025 fue un sufragio general que se llevó a cabo el 9 de febrero de 2025 en todo el territorio ecuatoriano. Estas se realizaron paralelamente a las elecciones presidenciales y las legislativas.

## Antecedentes
El 9 de febrero de 2024, el Consejo Nacional Electoral declaró oficialmente el inicio del proceso electoral donde se escogieron nuevos presidente y vicepresidente, asambleístas nacionales y parlamentarios andinos.

## Candidatos
| Lista | Logo | Partido / Movimiento                 | Candidatos | Ref.  |
| ----- | ---- | ------------------------------------ | --- | ----- |
| 1     |      | Centro Democrático                   | 1. Evelin Brigette Esparza Maquilon 2. Roberto Rodriguez Rodriguez 3. Samantha Pullamarin Sanchez 4. Andrés Humberto Achina Monta 5. Erika Lorena Guandinango Conde         | [ 3 ] |
| 2     |      | Unidad Popular                       | 1. Natasha Rojas Pilaquinga 2. Juan Cervantes Gómez 3. Natalia Arpi Arias 4. Ángel León Solorzano 5. María Villacis Lanchimba                                               | [ 4 ] |
| 4     |      | Pueblo, Igualdad y Democracia        | 1. Iliana Cabezas Chawamak 2. Diego Briones Reyes 3. Mayra Castillo García 4. Gustavo Corral Mena 5. Fabiola Guevara Santamaría                                             | [ 5 ] |
| 5 33  |      | Revolución Ciudadana Movimiento RETO | 1. Verónica Arias Fernández 2. Virgilio Hernández Enríquez 3. Allison Matamoros Yépez 4. Miguel Loaiza Valarezo 5. Jennifer Montalvo Pazmiño                                | [ 4 ] |
| 6     |      | Partido Social Cristiano             | 1. Úrsula Strenge Chávez 2. Alexis Poveda Granove 3. Tatiana Robles Pérez 4. Marlon Allan Alvarado 5. Kelly Rosero Duche                                                    | [ 6 ] |
| 7     |      | Acción Democrática Nacional          | 1. June Dennisse Bohorquez Garces 2. Rafael Augusto Rodriguez Castro 3. Monica Alejandra Haro Campoverde 4. Rolando Andres Arias Ruiz 5. Jenny Alexandra Cedeño Fernandez   | [ 4 ] |
| 16    |      | Movimiento AMIGO                     | 1. María Teresa Velasquez Zambrano 2. Jorge Isaac Moran Molina 3. Lady Alejandra Quezada Dorado 4. Jostin Steven Veliz Cevallos 5. María Jose Hinojosa Recalde              | [ 4 ] |
| 17    |      | Partido Socialista Ecuatoriano       | 1. Milton Danescio Gudiño Mena 2. Eugenia Cira Fernández Espinosa 3. Diego Alexander Chico Collahuazo 4. Delia Celecilda Ibarra Peñarrieta 5. Alex Israel Pastuña Gavilánez | [ 4 ] |
| 21    |      | Movimiento CREO                      | 1. María Sara Jijón Calderón 2. Fernando Flores Vásquez 3. Andrea Aguilar Andrade 4. Juan Salvador Viera 5. Andrea Barrera Chimbo                                           | [ 4 ] |
| 23    |      | Partido SUMA                         | 1. Alejandra Castañeda Tallán 2. Fabricio Ortiz Montesdeoca 3. María Gabriela Rúales Saltos 4. Edison Alcívar Muñoz 5. Laura Jara Guevara                                   | [ 7 ] |
| 25    |      | Movimiento Construye                 | 1. Santiago Becdach Espinoza 2. Lilian Carrera González 3. Guillermo Martínez Núñez 4. Maritza Imbaquingo Taipú 5. Xavier Márquez Carbo                                     | [ 7 ] |

## Resultados
| Lista | Partido / Movimiento                 | Votos     | %      |
| ----- | ------------------------------------ | --------- | ------ |
| 7     | Acción Democrática Nacional          | 3,908,340 | 42.58% |
| 5 33  | Revolución Ciudadana Movimiento RETO | 3,878,976 | 42.26% |
| 6     | Partido Social Cristiano             | 418,510   | 4.56%  |
| 23    | Partido SUMA                         | 201,309   | 2.19%  |
| 2     | Unidad Popular                       | 160,467   | 1.75%  |
| 25    | Construye                            | 125,350   | 1.37%  |
| 21    | Movimento CREO                       | 124,653   | 1,36%  |
| 16    | Movimiento AMIGO                     | 102,461   | 1,12%  |
| 17    | Partido Socialista Ecuatoriano       | 100,275   | 1,09%  |
| 1     | Centro Democrático                   | 82,370    | 0,9%   |
| 4     | Pueblo, Igualdad y Democracia        | 75,990    | 0,83%  |

## Parlamentarios andinos electos
| Lista | Partido Político                     | Parlamentario Andino             | Parlamentario Andino           | Parlamentario Andino           |
| ----- | ------------------------------------ | -------------------------------- | ------------------------------ | ------------------------------ |
| 7     | Acción Democrática Nacional          |                                  | June Dennisse Bohorquez Garcés | June Dennisse Bohorquez Garcés |
| 7     | Acción Democrática Nacional          | Rafael Augusto Rodríguez Castro  |                                |                                |
| 7     | Acción Democrática Nacional          | Mónica Alejandra Haro Campoverde |                                |                                |
| 5 33  | Revolución Ciudadana Movimiento RETO |                                  |                                | Verónica Arias Fernández (RC)  |
| 5 33  | Revolución Ciudadana Movimiento RETO | Virgilio Hernández Enríquez (RC) |                                |                                |